# Wicus du Plessis
Lodewicus (Wicus) Johannes du Plessis (né à Burgersdorp dans la colonie du Cap le 10 février 1897 et mort le 19 février 1968 à Johannesbourg en Afrique du Sud) est un universitaire, avocat et économiste sud-africain. Membre du Parti national (1934-1959), chef du Broederbond (1930-1932), professeur de droit constitutionnel à l'université de Potchefstroom, sa conception d'un apartheid horizontal dans le cadre d'un État fédéral incluant les populations de couleurs s'opposa à la conception verticale d'Hendrik Verwoerd, partisan d'un État sud-africain exclusivement blanc. Exclu du Parti national en 1959 et démissionnaire du Broederbond en 1960, L.J du Plessis se rapprocha du Parti progressiste anti-apartheid. 

## Biographie

### Le calviniste engagé de la Gereformeerde Kerk

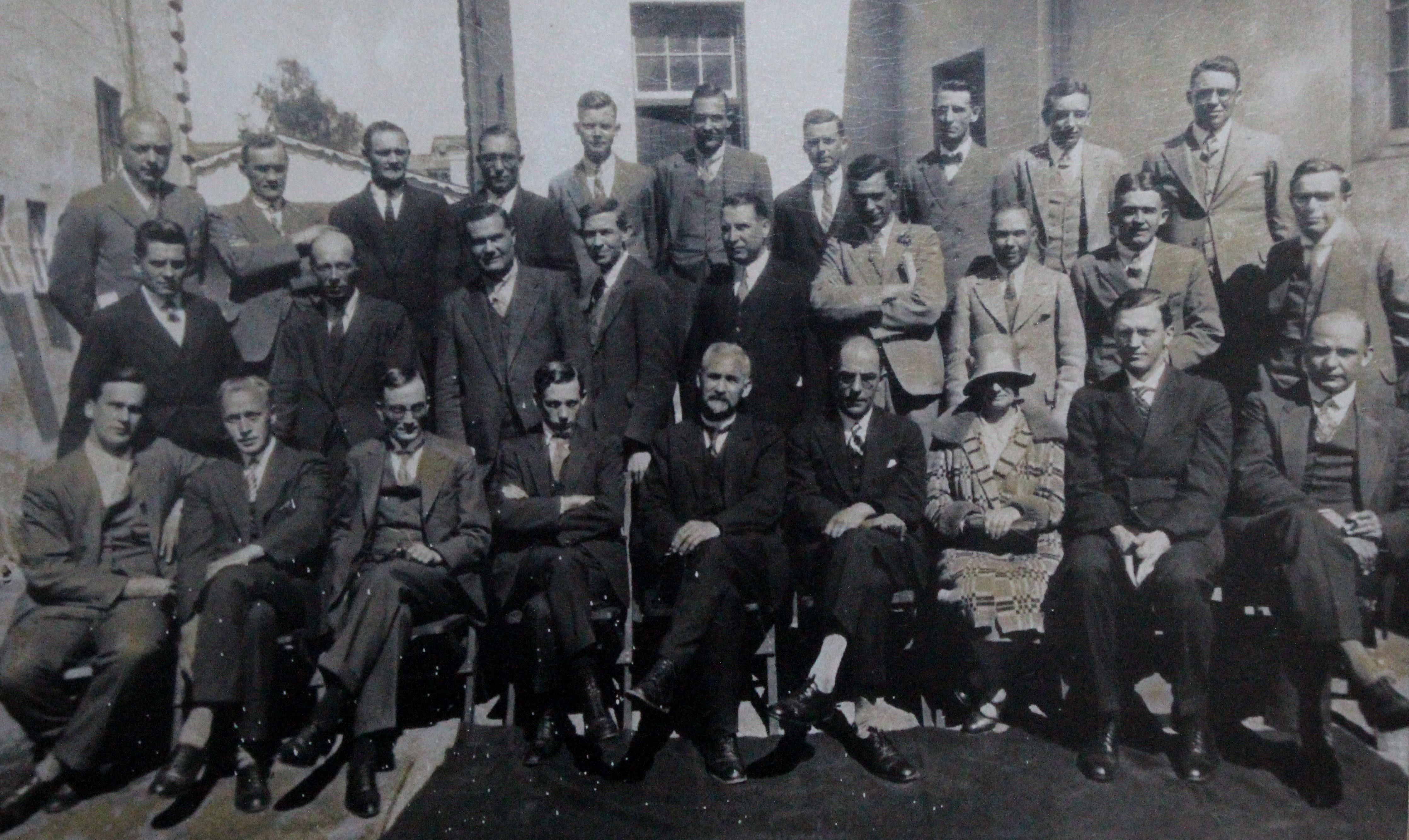
Le conseil d'administration de la Fédération des organisations culturelles afrikaans en 1929 avec Wicus du Plessis, rang du milieu, avant-dernier à droite

Fils ainé du professeur Albertus Jacobus du Plessis et de Aletta Postma, plus jeune fille de Dirk Postma, le fondateur en 1859 de l’Église réformée (Gereformeerde Kerk) en Afrique du Sud, Wicus du Plessis suivit de brillantes études à l'école chrétienne libre de Burgersdorp puis à Potchefstroom et enfin à l'université libre d'Amsterdam (1919-1921). Diplômé d'un baccalauréat en études classiques (1917) et d'une maîtrise en études classiques au Collège universitaire du Transvaal, actuelle Université de Pretoria (1923), il poursuit des études approfondies en sciences politiques (1934) et en droit. Durant ces années, il est successivement professeur de lettres classiques au département littéraire de l'école de théologie de l'église réformée de Potchefstroom, professeur d'économie, de science et d'éthique. De 1933 à 1946, il est professeur de science politique et de droit au collège universitaire de Potchefstroom. Il est également conseiller linguistique pour Totius.
Le collège universitaire de Potchefstroom  est alors une école de théologie calviniste dont les plus éminents professeurs sont membres de la petite église réformée d'Afrique du Sud (Gereformeerde Kerk). Wicus du Plessis est un afrikaner et un calviniste disciple d'Abraham Kuyper mais aussi de Totius et de Jan Kamp. Ses écrits sont alors principalement consacrés au calvinisme et à son développement. Il est parallèlement engagé dans plusieurs mouvements culturels afrikaners tout en parvenant à coopérer au sein de plusieurs institutions avec des anglophones. Avec son beau-frère, Frans du Toit, Wicus du Plessis est l'un premiers résidents de Potchefstroom à intégrer en 1923 le Broederbond, une organisation secrète destinée à la promotion des Afrikaners, qu'il dirige de 1930 à 1932.

### Engagement politique au parti national et à l'Ossewabrandwag
Wicus du Plessis adhère au parti national purifié de Daniel François Malan à sa formation en 1934 et devient le premier président de sa branche régionale au Transvaal. Cependant, il n'entame pas de carrière politique de premier plan, préférant se consacrer à la théorie politique. Il sympathise cependant avec l'Ossewabrandwag, une organisation afrikaner anti-britannique et anti-parlementaire qui va progressivement sympathiser avec le nazisme et se poser en alternative au parti national pour représenter le peuple afrikaner (le volk). 
Au début des années 1940, au sein du Broederbond, Wicus du Plessis rédige avec le docteur Hendrik Verwoerd un projet de constitution républicaine pour l'Afrique du Sud, imprégnée de référence calviniste. Le texte est publié par l'Ossewabrandwag à la fureur de la direction du parti national. Une conciliation est tentée par du Plessis qui souhaite créer un mouvement supra-partisan pour représenter le peuple afrikaner au-delà des considérations politiques. Il parvient à faire signer un pré-accord entre les deux mouvements et à être nommé président d'un comité de coordination. Mais finalement, les négociations achoppent et le parti national décide d'interdire toute double affiliation politique de ses membres avec l'Ossewabrandwag, qui est progressivement marginalisé à mesure que la Seconde Guerre mondiale tourne à l'avantage des alliés. 
Les conceptions de Plessis diffèrent alors de plus en plus de celles adoptées par le parti national notamment sur les questions constitutionnelles et le fondement idéologique de la nation afrikaner. Il est marginalisé au sein du Broederbond par Verwoerd et Nico Diederichs et démissionne de son organe de direction. Par amertume, il rejoint brièvement le Grand Conseil de l'Ossewabrandwag avant de s'en éloigner. Wicus du Plessis est alors un homme exprimant des sympathies corporatistes et autoritaires, méfiant envers la démocratie parlementaire, les partis politiques, hostile au libéralisme et à l'individualisme perçu comme une sorte d'atomisme. Comme d'autres intellectuels afrikaners, Plessis conçoit les individus comme étant membres de communautés organiques (le volk). Pour lui, la démocratie est manipulée par des partis politiques et des personnes ambitieuses qui abusent des électeurs. Ses sympathies pour le fascisme sont cependant limités par son calvinisme rigoureux (la loi de Dieu comme fondement de l'ordre) ce qui l'amène à s'opposer au nationalisme laïque et intransigeant professé par Diederichs (in Nasionalisme as Lewensbeskouing) et par Piet  Meyer (in Trek Verder). Pour les mêmes raisons, Plessis considère que Dieu a créé la multitude des peuples et que l'homme se doit de la préserver.
Après son bref passage à Ossewabrandwag en 1943, Wicus du Plessis renonce à son poste de professeur à Potchefstroom en 1946 et devient homme d'affaires et directeur de plusieurs entreprises. Il reprend cependant la carrière universitaire en 1952 à Potchefstroom.

### L’affrontement avec Verwoerd
Sa conception de l'apartheid lui vaut dans les années 1950 un violent affrontement politique avec Hendrik Verwoerd lequel était également confronté à une dissidence philosophique sur ce thème avec le Bureau des affaires raciales (South African Bureau of Racial Affairs  - SABRA). Rejetant la politique de suprématie blanche que met institutionnellement en place Verwoerd, en tant que ministre des affaires indigènes, et qu'il assimile à un nouvel impérialisme étroit de type britannique, Wicus du Plessis propose de mettre en place en Afrique du Sud un état fédéral multinational permettant d'accorder l'autodétermination aux peuples noirs d'Afrique du Sud. Il se montre notamment favorable à un élargissement de la nation sud-africaine au-delà des Afrikaners et des blancs anglophones et en vient à appeler à la constitution d'un véritable gouvernement national dans lequel toutes les populations du pays seraient représentées. Partisan d'un dialogue et d'un compromis avec la majorité noire d'Afrique du Sud, ses idées sont cependant inacceptables pour les partisans de l'apartheid vertical et pour Verwoerd en particulier.  
Pour Wicus du Plessis, la politique d'Hendrik Verwoerd ne vise qu'à préserver des privilèges raciaux alors que pour le professeur de Potchefstroom, l'apartheid doit viser à établir un ordre social fondé sur des principes moraux et non à priver les populations noires de perspectives de développement économique. Pour cette raison, les populations noires doivent se voir accorder des opportunités économiques. Ses positions politiques l'isolent parmi ses pairs comme Potchefstroom ou Stephanus du Toit, fils de Totius, ainsi que le pédagogue Joon van Rooy, qui sont des partisans de Verwoerd. 
En mars 1959, Wicus du Plessis est contraint de démissionner de la vice-présidence du parti national pour la section de Potchefstroom avant d'être exclu du parti national le 19 avril 1959. 
Aucun autre nationaliste afrikaner ou défenseur de l'apartheid comme Du Plessis n'ira alors aussi loin que lui, mais son action impulse un virage dans la doctrine calviniste. En 1960, démissionnaire du Broederbond, Wicus du Plessis, convaincu de l'injustice de l'apartheid mis en œuvre par Verwoerd et de son illégitimité, rejoint le parti progressiste sans devenir pour autant un partisan de la démocratie libérale.
Amoindri par une intervention chirurgicale au cerveau en 1963, il meurt en 1968. 
Longtemps oublié, ses analyses et ses propositions ont pourtant été utilisées par la suite par divers gouvernements sud-africains dans leurs tentatives pour réformer et sauver l'apartheid : la détente avec les pays africains, le positionnement politique africain de l'Afrique du Sud (et non plus occidental), la création d'un parlement tricaméral en 1984 et le projet de constellation d'états, ébauches incomplètes d'une Afrique du Sud fédérale et multiraciale, et la tentative avortée de Frederik de Klerk pour garantir constitutionnellement les droits des groupes.

## Sources
- Christoph Marx, From trusteeship to self-determination: L.J. du Plessis' thinking on apartheid and his conflict with H.F. Verwoerd, Historia [online]. 2010, vol.55, n.2 [cited  2014-01-02], pp. 50-75 - ISSN 0018-229X.